# Bernard Weinstock
Bernard Weinstock (* 7. Dezember 1917 in New York City; † 12. September 1981 in Royal Oak, Michigan) war ein US-amerikanischer Chemiker.
Weinstock besuchte das Brooklyn College (Bachelor-Abschluss 1938) und war ein Student von Harold Urey an der Columbia University. Er arbeitete im Zweiten Weltkrieg unter Urey im Manhattan Project (zunächst an der Columbia University, später in Los Alamos), wo er ein führender Experte für Fluor-Chemie wurde, die speziell in Form von Uranhexafluorid Anwendung in der Urananreicherung und -verarbeitung für die Kerntechnik fand. Ab 1947  war er am Argonne National Laboratory, bevor er 1961 zur Ford Motor Company nach Dearborn in Michigan ging, wo er 21 Jahre blieb und Pionierarbeiten über Smog-Entstehung leistete. Er leitete dort die Chemie-Abteilung der Forschung. Zuletzt wohnte er in Bloomfield Hills in Michigan.
1969 entdeckte er die relativ kurze Lebensdauer von Kohlenmonoxid in der Atmosphäre, die auf eine raschere Umsetzung zu Kohlendioxid hinwies als bis dahin in Betracht gezogene Prozesse. Hiram Levy fand dann 1971, dass dies mit OH-Radikalen aus der Photodissoziation von Ozon in der Troposphäre möglich war.
1958 war er ein Delegierter bei den Konferenzen zur friedlichen Nutzung der Kernenergie in Genf. Er war im Herausgebergremium des Journal of Physical Chemistry. 1957 war er Guggenheim Fellow und Fellow der American Physical Society.

## Schriften
- Herausgeber: Photochemical Smog and Ozone Reactions, Advances in Chemistry 113, American Chemical Society 1973.